# The Devil's Mistress
Pour plus de détails, voir Fiche technique et Distribution.
The Devil's Mistress ("La maîtresse du diable" en anglais et Lída Baarová en tchèque) est film biographique slovaco-tchèque réalisé par Filip Renč, sorti en 2016. Il s’agit d’un portrait sur l’actrice tchèque Lída Baarová (1914-2000), qui fut la maîtresse du ministre de la Propagande du IIIe Reich Joseph Goebbels entre 1936 et 1938.

## Synopsis
Une vieille dame, Lída Baarová, ancienne vedette du cinéma tchécoslovaque et allemand, raconte à une jeune journaliste son parcours d’actrice dans le Berlin d'avant guerre et sa rencontre avec Joseph Goebbels et Adolf Hitler.

## Fiche technique
Sauf indication contraire, les informations mentionnées dans cette section peuvent être confirmées par la base de données cinématographiques IMDb,  présente dans la section « Liens externes ».
- Titre original : Lída Baarová
- Titre international : The Devil's Mistress
- Réalisation : Filip Renč
- Scénario : Ivan Hubač
- Décors : Zdeněk Flemming
- Costumes : Jan Růžička
- Photographie : Petr Hojda
- Montage : Luděk Hudec
- Musique : Ondřej Soukup
- Production : Peter Kovarčík
- Sociétés de production : NOGUP Agency ; Arina (coproduction)
- Sociétés de distribution : CinemArt
- Pays d’origine :  République tchèque /  Slovaquie
- Langues originales : tchèque, allemand, anglais
- Format : couleur
- Genres : biographie, drame historique
- Durée : 106 minutes
- Dates de sortie :
  - République tchèque, Slovaquie : 21 janvier 2016
  - Mondial : 14 mai 2017[2] (Netflix)

## Distribution
- Táňa Pauhofová : Lída Baarová
  - Zdenka Procházková : Lída Baarová, âgée
- Karl Markovics : Joseph Goebbels
- Gedeon Burkhard : Gustav Fröhlich
- Martin Huba : Karel Babka, le père de Lída Baarová
- Simona Stašová : Ludmila Babková, la mère de Lída Baarová
- Anna Fialová : Zorka Janů, la sœur de Lída Baarová
- Kateřina Klausová : Adina Mandlová, l’actrice
- Evženie Nízká : Ljuba Hermanová, la comédienne
- Pavel Kříž : Adolf Hitler
- Lenka Vlasáková : Magda Goebbels
- Hana Vagnerová : la journaliste

## Production
Tournage
Il fut d’abord annoncé que le tournage débuterait entre septembre et octobre 2014, avant qu’il ne soit reporté en avril 2015,. Les prises de vues ont lieu en République tchèque, en France et à Berlin, ainsi qu’aux studios Barrandov pour la partie évoquant les studios de Babelsberg dans les années 1930. Le tournage s’achève le 7 juin 2015.

## Accueil
Sorties
Le film sort le 21 janvier 2016 en République tchèque et à Slovaquie. Il est parmi les premiers films diffusés sur Netflix, le 14 mai 2017,.